# Hans Irle

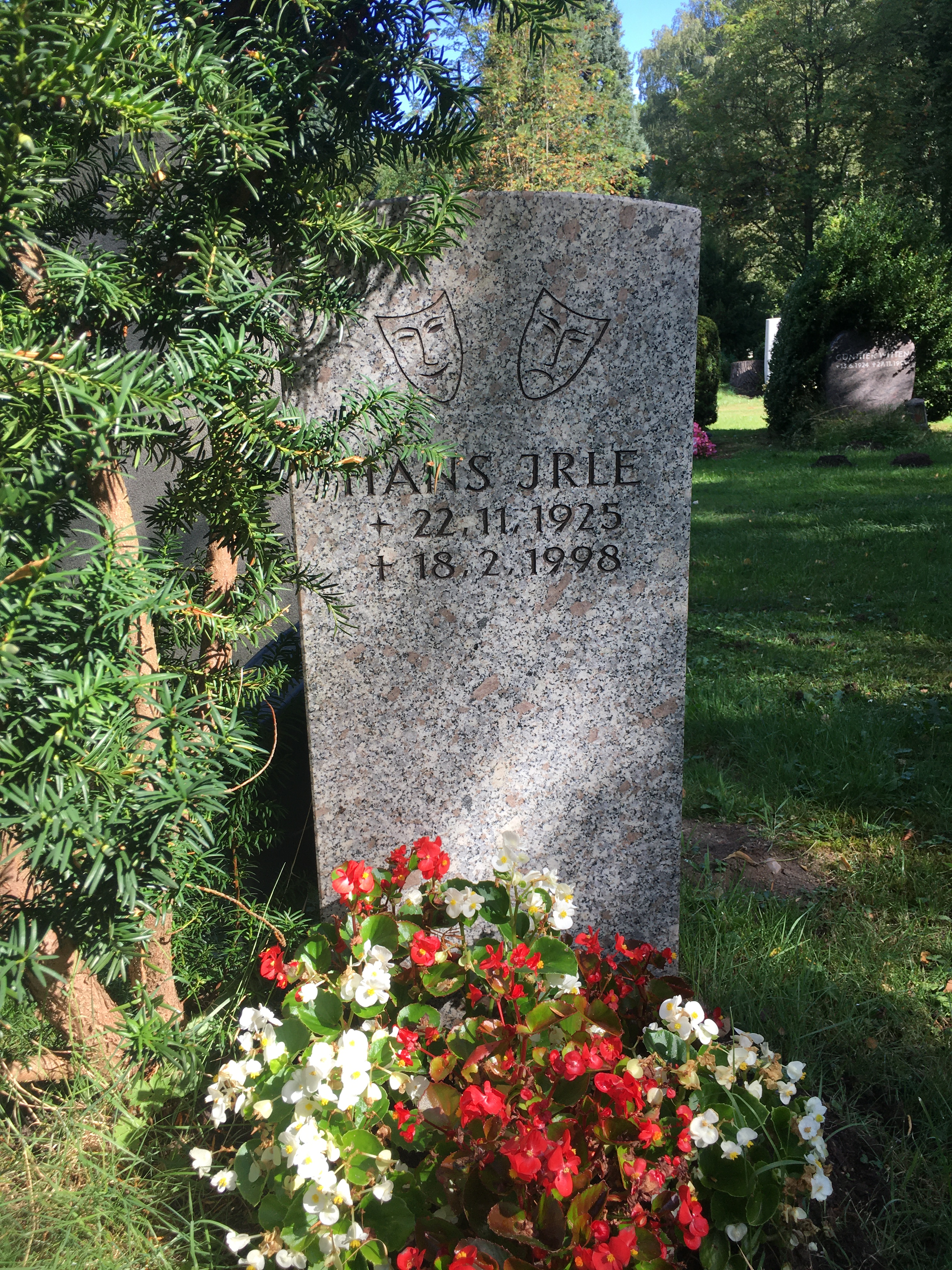
Grabstätte Hans Irle auf dem Friedhof Ohlsdorf

Hans Karl Ludwig Irle (* 22. November 1925 in Hamburg; † 18. Februar 1998 ebenda) war ein deutscher Schauspieler.

## Leben
Irle besuchte die Schauspielschule von Helmuth Gmelin in Hamburg. Dort debütierte er 1948 als Truffaldino in Carlo Goldonis Diener zweier Herren im Theater im Zimmer, wo er auch sein erstes Bühnenengagement erhielt (1948–1950). Weitere Theaterstationen waren die Niedersachsenbühne Goslar und die Hamburger Kammerspiele. 1953 holte ihn Albert Lippert ans Deutsche Schauspielhaus Hamburg, wo Irle über 25 Jahre lang zum Ensemble gehörte. Außerdem spielte er an der niederdeutschen Bühne des Ohnsorg-Theaters.
1956 gab er in einer kleinen Rolle in Helmut Käutners Adaption Der Hauptmann von Köpenick (mit Heinz Rühmann in der Titelrolle) sein Spielfilmdebüt. Es folgten zahlreiche Rollen in Film- und Fernsehproduktionen, u. a. eine Filmversion des Faust mit Will Quadflieg und Gustaf Gründgens in den Hauptrollen, der Edgar-Wallace-Krimi Die toten Augen von London, Jürgen Rolands Thriller Polizeirevier Davidswache, Wolfgang Petersens Drama Die Konsequenz (mit Jürgen Prochnow) sowie Auftritte in zahlreichen Fernsehserien wie Tatort, Ein Fall für TKKG, Die Männer vom K3, Cliff Dexter und Adelheid und ihre Mörder.
Daneben arbeitete Hans Irle umfangreich als Sprecher für Hörfunk und Synchronisation (u. a. für Alan Hale junior in Krieg nach Noten und Melvyn Hayes in Der Mann, der Rothaarige liebte). Zudem wirkte er bei zahlreichen Hörspielen des Labels Europa mit, u. a. Die drei Fragezeichen und die gefährliche Erbschaft, Die Insel der Abenteuer (nach Enid Blyton) und Ein Fall für TKKG: Opfer fliegen erster Klasse.
Hans Irle verstarb 72-jährig in seiner Geburtsstadt und wurde auf dem dortigen Friedhof Ohlsdorf in der Grablage Y 30/260 beigesetzt.

## Filmografie
- 1952: Der Weg zu Dir
- 1953: Nur nicht aufregen
- 1956: Der Hauptmann von Köpenick
- 1958: Bühne frei für Marika
- 1959: Schach dem Tode
- 1960: Faust
- 1960: Oben und unten (Serie)
- 1963: Hafenpolizei – Marihuana
- 1964: Polizeirevier Davidswache
- 1964: Das Kriminalgericht – Der Fall Nebe
- 1964: Stahlnetz: Strandkorb 421
- 1965: Intercontinental Express – Gepäckfach 454
- 1965: Der Fall Harry Domela
- 1965: Jennifer…?
- 1967–68: Cliff Dexter (Serie, 11 Folgen)
- 1968: Polizeifunk ruft – Handgeknüpfte Teppiche
- 1968: Über den Gehorsam. Szenen aus Deutschland
- 1969: Damenquartett
- 1969: Polizeifunk ruft – Blüten auf St. Pauli
- 1970: Polizeifunk ruft – Vor der Verjährung
- 1971: Sonne, Sylt und kesse Krabben
- 1973: Supermarkt
- 1974: Der Tod der Schneevögel
- 1975: Das Messer im Rücken
- 1977: Die Konsequenz
- 1979: St. Pauli-Landungsbrücken: Papa’s Tochter/Barkasse Pösel
- 1981: Der Fuchs von Övelgönne – Erste Fahrt der UX-3
- 1982: Feine Gesellschaft – beschränkte Haftung
- 1983: Alles unter Kontrolle. Notizen auf dem Weg zum Überwachungsstaat
- 1991: Tatort – Finale am Rothenbaum
- 1991: Sisi und der Kaiserkuß
- 1992: Schwarze Hochzeit (Terror Stalks the Class Reunion)
- 1993: Die Denunziantin
- 1993: Adelheid und ihre Mörder – 39 Rosen
- 1994: Nur eine kleine Affäre (Mehrteiler)
- 1996: Tatort – Tod auf Neuwerk
- 1997: Napoleon Fritz